# Jože Pučnik
Jože Pučnik (* 9. März 1932 in Črešnjevec, Slovenska Bistrica; † 12. Januar 2003 in Deutschland) war ein slowenischer Politiker. Er war von 1989 bis 1993 Vorsitzender der Slowenischen Demokratischen Partei (SDS) und gehörte zu jenen, die Slowenien zur Unabhängigkeit von Jugoslawien führten.

## Biografie
Nach abgeschlossener Gymnasialausbildung in Maribor studierte Jože Pučnik Philosophie und vergleichende Literaturwissenschaft an der Universität Ljubljana. Auf Grund regierungskritischer Tätigkeit wurde er zweimal zu Gefängnisstrafen verurteilt. Daraufhin emigrierte er nach Westdeutschland, wo er 1971 an der Universität Hamburg promovierte.
1989 kehrte er ins damalige Jugoslawien zurück und war Mitbegründer und von November 1989 bis Mai 1993 Vorsitzender des Sozialdemokratischen Bundes Sloweniens (Socialdemokratska zveza Slovenije SZS), der sich 1990 in Demokratische Partei Sloweniens (Slovenska demokratska stranka SDS) umbenannte. Darüber hinaus wurde er Vorsitzender des Oppositionsbündnisses DEMOS. Pučnik wurde 1990 Mitglied der ersten frei gewählten Nationalversammlung von Slowenien und blieb bis zum Jahr 1996 Parlamentsabgeordneter. 1990 trat er erfolglos als Kandidat von DEMOS gegen Milan Kučan bei den Präsidentschaftswahlen an.
Nach dem Zerfall der Regierung Peterle war er 1992 einige Monate stellvertretender Ministerpräsident Sloweniens in der ersten Regierung unter Janez Drnovšek.
1997 zog er sich aus der Politik zurück. Jože Pučnik starb am 12. Januar 2003 im Alter von siebzig Jahren.

## Würdigungen
2006 wurden ihm nach seinem Tod eindeutige Verdienste um Slowenien zugesprochen und im Jahre 2007 ehrte ihn die Regierung von Slowenien, indem sie den internationalen Flughafen von Ljubljana bei Brnik nach ihm benannte (Letališče Jožeta Pučnika Ljubljana).